# Cecidomyia biconica
Cecidomyia biconica är en tvåvingeart som beskrevs av Cook 1906. Cecidomyia biconica ingår i släktet Cecidomyia och familjen gallmyggor.
Artens utbredningsområde är Kuba. Inga underarter finns listade i Catalogue of Life.